# Hymenocallis multiflora
Hymenocallis multiflora är en amaryllisväxtart som beskrevs av Julio César Vargas Calderón. Hymenocallis multiflora ingår i släktet Hymenocallis och familjen amaryllisväxter. Inga underarter finns listade i Catalogue of Life.